# علم ترانسنيستريا

علم ترانسنيستريا الوطني الأول

علم ترانسنيستريا المدني

علم ترانسنيستريا الرئاسي

علم ترانسنيستريا الوطني الثاني (بحكم تبعية ترانسنيستريا لروسيا)

علم جمهورية ترانسنيستريا هو مبني على أساس علم جمهورية مولدوفا السوفيتية الاشتراكية السابقة واستعمل منذ عام 2000.
استعمل بعد تفكك الاتحاد السوفيتي عام 1991 عندما استقلت جمهورية مولدوفا، حينها رفضت المنطقة الانفصالية رفع علم مولدوفا واستمرت برفع علم الاتحاد السوفيتي حتى استعمل العلم الحالي.